# Brooklyn (cocktail)
Pour les articles homonymes, voir Brooklyn (homonymie).
Un Brooklyn est un cocktail, à base de whisky, vermouth, marasquin et Picon, baptisé du nom de Brooklyn, un des 5 arrondissements de New York aux États-Unis.

## Histoire
Ce cocktail aurait été créé à New York au début des années 1900,,, publié pour la première fois en 1908 dans le livre de cocktail Jack's Manual, du barman new-yorkais Jack Grohusko . Classique de la pré-prohibition de boisson alcoolisée américaine (1920 à 1933), variante des Manhattan (cocktail) (whisky, vermouth, amer) avec du Picon, il est l'une des cinq variantes de cocktails nommés du nom des cinq arrondissements de New York (Manhattan, Brooklyn, Queens, Bronx, et Staten Island, liste des cocktails nommés d'après les arrondissements de New York) avec :
- Manhattan (cocktail), whisky, vermouth, amer
- Bronx (cocktail), gin, vermouth rouge et blanc, jus d'orange
- Queens (cocktail), gin, vermouth rouge et blanc, jus d'ananas
- Staten Island Ferry (cocktail), Malibu (rhum à la noix de coco), jus d'ananas

Les New York Sour ou Long Island Iced Tea sont entre autres également baptisés du nom de la ville de New York.

## Recette
Mélanger dans un shaker whisky, vermouth, marasquin, Picon (ou Angostura) et glaçons. Verser en filtrant le mélange dans un verre à cocktail glacé,,,. Servir éventuellement avec un zeste de citron ou une cerise au marasquin.

Les cinq arrondissements de New York : Manhattan, Brooklyn, Queens, Bronx, et Staten Island (liste des cocktails nommés d'après les arrondissements de New York).

## Ingrédients
- 5 cl de whisky
- 5 cl de vermouth
- 1 trait de marasquin
- 1 trait de Picon (ou d'Angostura)
- glaçons